# Potamochoerus porcus
Potamochoerus porcus (Китицевуха свиня або річкова свиня) — вид парнокопитних ссавців родини Свиневі (Suidae). Цей вид належить до роду річкових свиней і мешкає в тропічних лісах західної Африки, біля річок і боліт.

## Опис

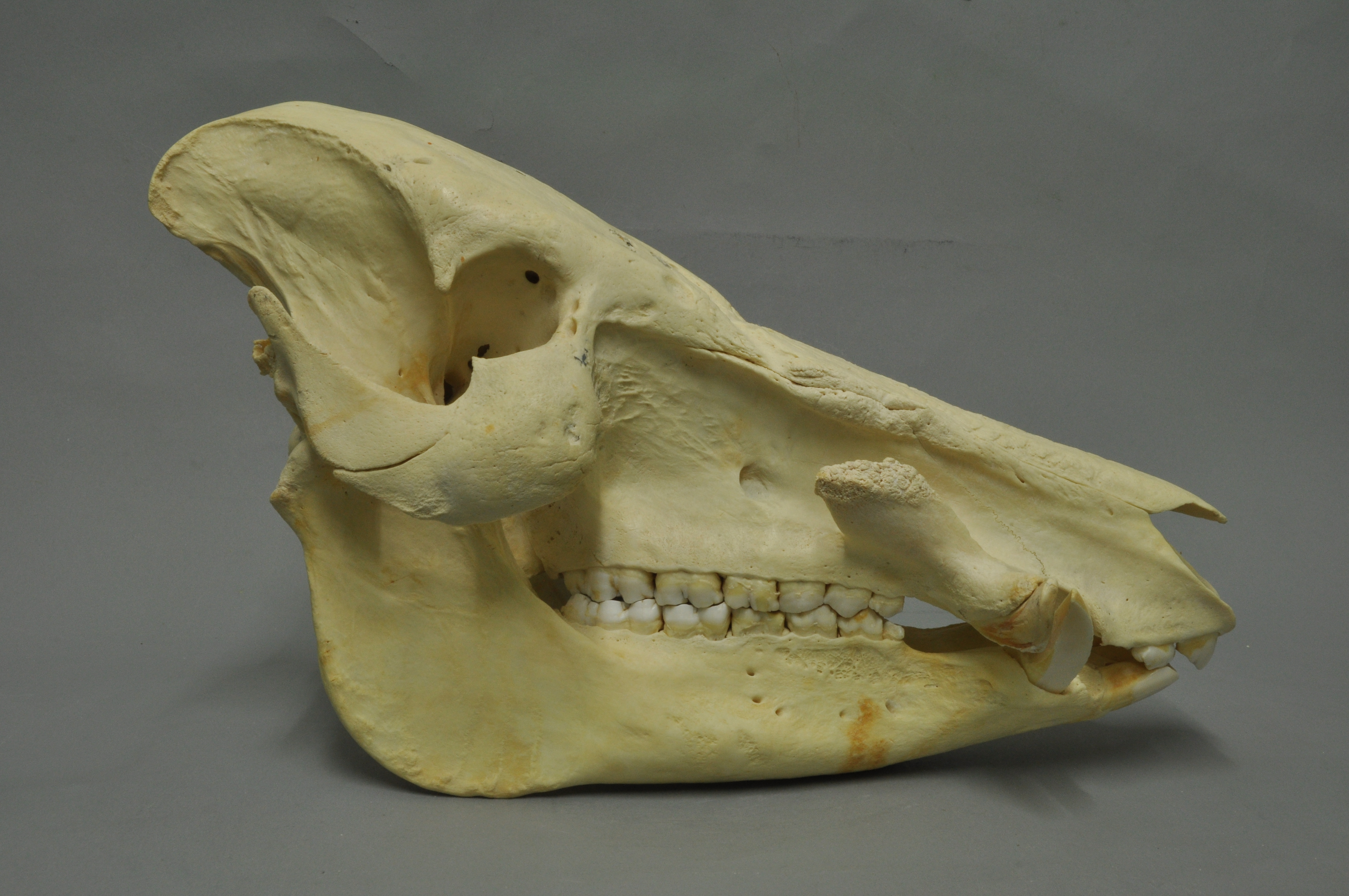
Череп

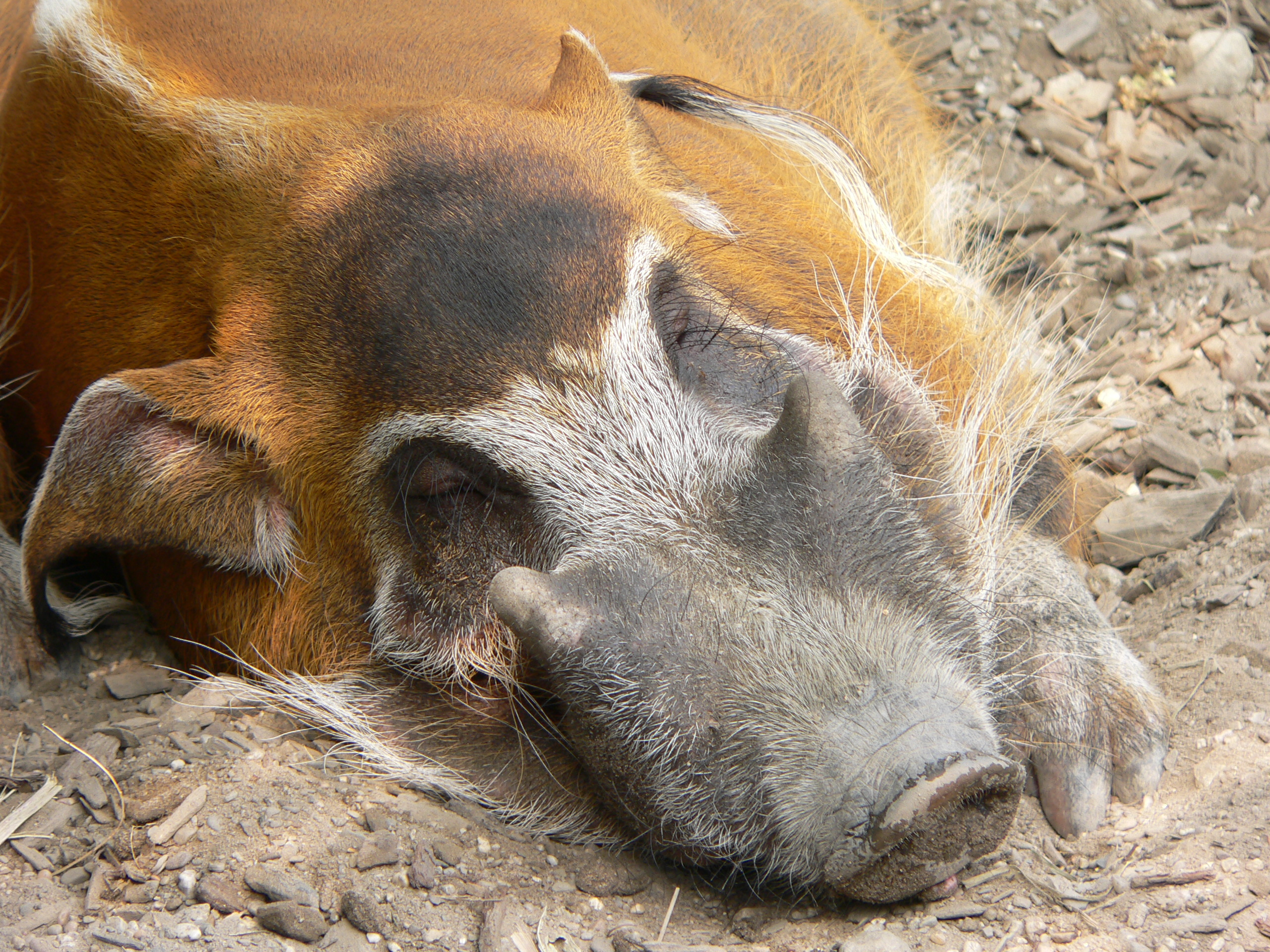
Голова самця: добре видно костяні виступи

Китицевухі свині вважаються найбільш пістрявими серед свиней. Колір їх шерсті віріюється від яскраво-оранжевого до червонувато-коричневого, з чорними ногами і білою смугою вздовж хребта. Дорослі свині мають білі плями навколо очей, на щоках і щелепах, решта морди чорного кольору. На відміну від інших видів свиней, що живуть в тропічній Африці, і яким часто притаманна гола шкіра, у китицевухих свиней все тіло покрите шерстю.
Дорослі свині важать від 45 до 115 кг, зростом від 55 до 80 см і важать від 45 до 120 кг. Тонкий хвіст довжиною від 30 до 45 см закінчується чорною китицею. Вуха довгі і тонкі, закінчуються китицями з довгих чорних або білих волосин, кожне довжиною до 12 см. Кнури більші за свиноматок, їм притаманні конічні виступи на вилицях і виразні гострі ікла. Виличні виступи костяні і, ймовірно, захищають сухожилля кабана під час битв з іншими самцями.

## Поширення та середовище проживання
Китицевуха свиня мешкає в тропічних лісах, на вологих ділянках саван з густою рослинність і в лісистих долинах, а також біля річок, озер та боліт. Вид поширений від Гамбії на заході до річок Касаї і Конго на сході. В деяких місцях ареал проживання китицевухої свині може перетинатися з ареалом проживання свині чагарникової. Були повідомлення про випадки схрещення цих споріднених видів, хоча інші дослідники заперечують таку можливість. В минулому були спроби виділити підвиди, але на сьогоднішній час жодного офіційно не визнано.

## Поведінка

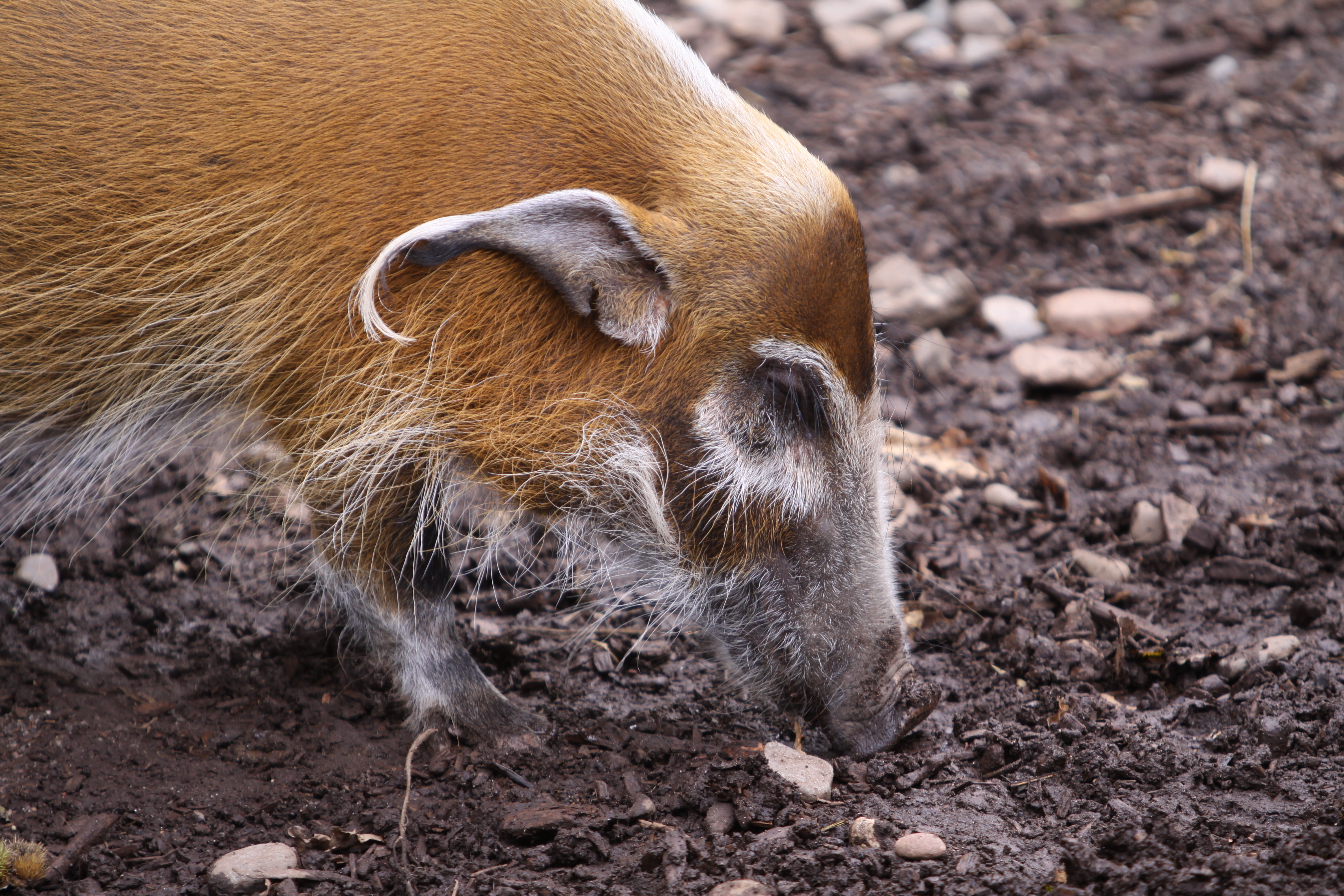
Китицевуха свиня в Джерсійському зоопарку

Китицевухі свині часто активні протягом дня, але переважно ведуть нічний або сутінковий спосіб життя. Вони живуть невеликими групами від шести до десяти тварин, що складаються з одного дорослого самця і дорослих самок з дитинчатами. Однак в особливо сприятливих місцях проживання були помічені набагато більші групи (до 30 свиней). Кабан агресивно захищатиме свій гарем від хижаків, серед яких найбільною загрозою є леопард. Китицевухі свині майже безперервно спілкуються за допомогою бурчання і різних писків, що можуть сигналізувати про тривогу, небезпеку чи соціальний конфлікт.
Вид всеїдний, ість переважно корінці і бульби, доповнюючи раціон фруктами, травами, яйцями, падаллю, комахами і малими хребетними (наприклад, ящірками). Китицевуха свиня використовує своє велике рило, щоб перегортати ґрунт в пошуках їжі, а також риють землю ратицями і іклами. Можуть завдавати великої шкоди посівам сільськогосподарських культур, таких як маніок і ямс.

## Розмноження

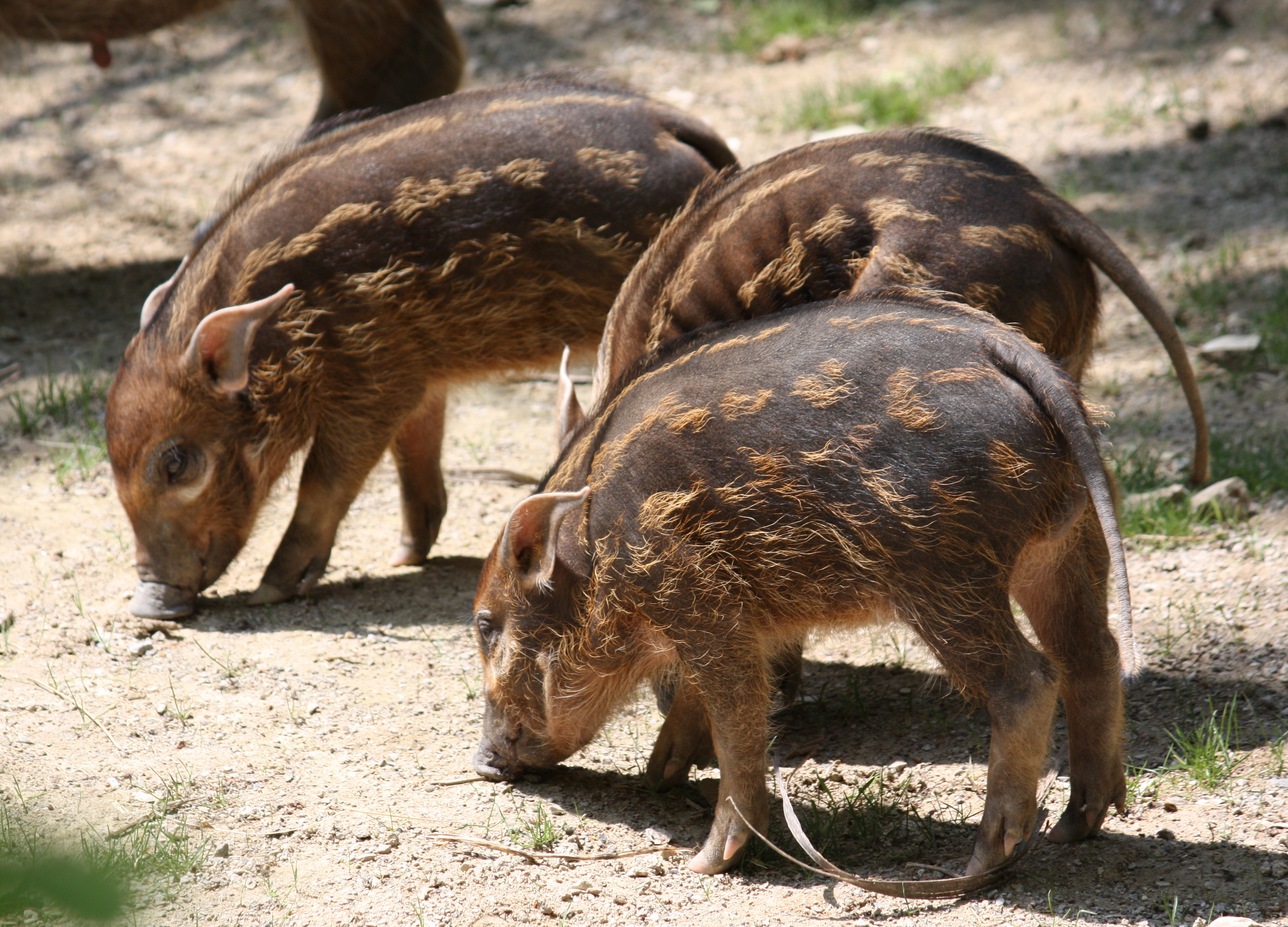
Поросята

Розмножуються сезонно; поросята народжуются в проміжку між кінцем сухого сезону в лютому і серединою сезону дощів у липні. Цикл еструса триває від 34 до 37 днів, вагітність триває 120 днів.
Свиноматка будує гніздо з палого листя і сухої трави, перед тим як народити до шести поросят (зазвичай трьох-чотирьох). Поросята важать від 650 до 900 г при нарожденні, і спочатку темно-коричневі з жовтуватими смугами та плямами. Приблизно через чотири місяці їх відлучають від молока, а за півроку їх шерсть набуває дорослого кольору; темні мітки на обличчі з’являються лише при досягнені ними повноліття приблизно у дворічному віці. У природі китицевухі свині живуть до п'ятнадцяти років.

## Збереження виду
Через витіснення людиною таких природних ворогів, як леопарди, цей вид значно розмножився. в деяких регіонах китицевухих свиней вважають шкідниками посівів, а в деяких тримають як напівсвійських тварин. МСОП вважає цей вид таким, що не потребує особливого нагляду. Присутній в експозиції багатьох зоопарків світу, де активно розмножується.